# Bałga (herb szlachecki)

Najczęściej przedstawiana wersja herbu Bałga

Bałga (Balgen) – kaszubski herb szlachecki. Ze względu na specyficzną historię regionu, mimo przynależności do Rzeczypospolitej, rodzina i herb nie zostały odnotowane przez polskich heraldyków.

## Opis herbu
Opis z wykorzystaniem zasad blazonowania, zaproponowanych przez Alfreda Znamierowskiego:
Według Przemysława Pragerta istniało co najmniej sześć wariantów tego herbu:
Bałga I: W polu złotym pół jelenia czerwonego, trzymającego w pysku trzy liście zielone, wyskakującego zza takiejż drabiny.
Klejnot: Na hełmie bez korony pniak czarny o czterech sękach, po dwa na stronę, na których po trzy liście (kwiat?) zielone.
Labry czerwone, podbite złotem.
Bałga Ia: Jeleń jest cały, wspięty, przysłonięty drabiną, trzyma listek dębu z żołędziem. W klejnocie pniak naturalny z sękami: dwoma z lewej, jednym z prawej oraz jednym tulipanem złotym z prawej u góry i lewej na dole i z każdej strony pnia po jednym liściu zielonym, odwrotnie.
Bałga Ib: Pole srebrne, drabina w skos. Klejnot: gałąź z dwiema parami liści zielonych z każdej strony, pomiędzy którymi po jednej lilii naturalnej, złotej.
Bałga Ic: Pole błękitne, drabina w skos, złota, jeleń cały, przysłonięty drabiną. Klejnot w koronie: pień w skos prawy z dwoma liliami złotymi, między którymi liść zielony.
Bałga Id: Pole błękitne, jeleń czerwony z porożem złotym, drabina czarna. Klejnot: pniak, na którym po jednym i trójliściu sęku z każdej strony. Labry błękitne, podbite złotem.
Bałga II: W polu, na pasie poprzecznym, jeleń wspięty z liściem w pysku. Klejnot w koronie: pień drzewa z dwoma liśćmi.

## Najwcześniejsze wzmianki
Herb wymieniany w herbarzach Siebmachera (Nowy Siebmacher) i Bagmihla (Pommersche Wappenbuch). Zachowała się XVIII-wieczna pieczęć z tym herbem (wariant II).

## Rodzina Bałga
Herb rodziny osiadłej w ziemi lęborskiej, która posiadała duży dział we wsi Gardkowice, oraz jeden dział w Radoszewie w powiecie puckim. Przedstawiciele tej rodziny, Piotr i Jan są wzmiankowani w 1551, kolejni (Matthias, Moritz, Hans Georg i Peter) w roku 1575 i później w latach 1601, 1605, 1608, 1618, 1621. Członkowie rodziny służyli w armii pruskiej (Siegmund Casimir, 1794). Rodzina uważała się z potomków rugijskiej rodziny Balinge, mającej rodowód XIII-wieczny. W prawdziwość pokrewieństwa tych rodzin, o różnych zresztą herbach, powątpiewają heraldycy.

## Rodzina Gartkowski
Gartkowski to nazwisko przybrane przez Bałgów z Gardkowic przy jednoczesnej zamianie pierwotnego nazwiska w przydomek. Pojawiają się w źródłach w 1620 (Jan Bałga Gartkowski), następnie wymieniani w 1648. Nazwisko odmiejscowe było używane rzadko, częściej rodzina posługiwała się jednak samym nazwiskiem Bałga.

## Herbowni
Bałga (Balga, Balge, Balgen, Bełga). Rodzina przyjmowała też nazwiska od posiadanych wsi: Gartkowski (Gardkowski) i Radoszewski, Bałga zamieniając w przydomek.